# 新ルパン三世
新ルパン三世（しんルパンさんせい）は、モンキー・パンチ作の漫画作品である。

## 概要
昭和52年（1977年）［WEEKLY漫画アクション］（5月23日号）にて連載開始。『TV第2シリーズ』の放送に合わせて連載された作品で、時間軸は前作の5年後に設定されている。全189話+番外編1話（単行本未収録を除く）。アニメ化されたエピソードも数多く、特筆事項としてサンフランシスコ編はテレビスペシャル『ルパン三世 アルカトラズコネクション』、第1話「ルパン一家勢揃い」はOVA『ルパン三世 Master File』にてアニメ化されている。TV第2シリーズがファミリー向けの作風になったため、本作も大人向けだがギャグシーンが多くなっている。本作からアニメに準拠してほぼ全ての回にルパン、次元、五右衛門、不二子、銭形が揃って登場する。

## 登場人物
ルパン三世

次元大介

石川五右ェ門

峰不二子

銭形警部

刑事メロン
本名・メロン奇一。通称・刑事（デカ）メロン。5月12日生まれ。国連大学刑事学部国際科卒業。特技は暗号解読、手錠投げ、拷問技術、奇術・手品。どんな軽微な犯罪も許さず、「犯罪者には死を」がモットーである。かつて教会で懺悔している少年犯罪者を射殺したこともある。第3話 - 66話まで断続的に登場。銭形の相棒としてルパン逮捕のため行動を共にするが、しばしば暴走することがある。テレビアニメでは第28話に登場。ガニマール警部の孫娘という設定で、国立パリ大学を首席で卒業した頭脳明晰の才女となっており、性格も冷酷ではなくなっている。
ネズミ一族
前々作からの登場。不特定多数の構成員からなる盗人組織で、何度やられても数でルパンに挑んでくる。族長やルパンの幼馴染なども登場。
Aブロック組合
構成員の全員が覆面に身を包んだ、謎の犯罪組織集団。フリーで活動している悪人を強制的に組合に加入させ、稼ぎの70％という暴利とも取れる量の上納金を要求する。要求を断った相手は組合によって捕えられ、組合構成員による裁判にかけられる（裁判の形式を取っているものの、実際は組合に従わない者への見せしめの処刑である）。No.81「ルパン裁判」に登場。
龍（りゅう）
火災事故により全身に火傷を負い、記憶を喪失した男。顔の火傷を隠す仮面を着けている。事故の時にルパンの素顔を見た数少ない人物だが、ルパンに命を助けられた恩義から銭形警部にルパンの素顔の秘密を話すことを拒否した。No.94「龍」に登場。
奇鬼
世界の遊園地王と呼ばれている男。誘拐した人間をロボット化し従業員として意のままに操る遊園地の設立を企み、その計画の前身として次元・五右ェ門を捕らえた。霊子という名の娘がいる。No.99「ようこそ!!アダルトランドへ!!」に登場。
ナンシー井村
軍需産業関連の財閥を持つ女性。世間では「仏のナンシー井村女史」と評判が良いが、実際は首吊り自殺しようとする人を目撃しても無視する（それどころか、支えている台を車で撥ね飛ばした）偽善者。偽善を嫌うルパンの盗みのターゲットになる。No.118「凶」に登場。
五月ジュン
コンピュータにより「世界一の天才的大泥棒」に選ばれた、琵琶村に住む女子学生。そのためにルパンに命を狙われる。No.119「ジュン」に登場。
シャードック
私立探偵。犯罪推理用コンピューター「ワトソン」を使う。銭形と協力し、ワトソンの完璧な計算のもとルパン・次元・五右ェ門の行動を完全に読み一度は彼らを逮捕する。顔をマスクで覆っており、ルパン以上の変装の名人でもある。No.147「シャードック」からNo.159「0.0001%」まで登場。
万屋十完（よろずやじゅっかん）
ワトソンにより選ばれたシャードッグのパートナー。蛇毒に侵され治療中のシャードックを守るためルパンに様々なトリックを用い挑戦するが、ことごとく敗れる。
ジョン・スターモー
サンフランシスコ市警警部。裏の顔はサンフランシスコ湾の海中に沈む沈没船の財宝を狙う集団「シークレット七人衆（セブン）」のボス。同じく財宝を狙うルパンと対立する。ルパンの片目を奪うがその後に自分の片目に仕込んでいた透視眼（Xレイ眼）を壊され、更に代わりの透視眼を製法ごと盗まれる。インディアンの血を引いており、その為に幼少時代に迫害を受け続けていた。No.160「フリスコ無宿」からNo.169「トレジャー･シップ」（サンフランシスコ編）まで登場。『ルパン三世 PARTIII』第1話では名前と外見が、『ルパン三世 アルカトラズコネクション』ではサンフランシスコ市警の警察官とシークレットセブンのボスという設定が登場人物のテリー・クラウン警部補にそれぞれ引き継がれている。
スーザン
「シークレット七人衆（セブン）」の紅一点。何度か争うたびにルパンは彼女に惚れるが、彼女は最後までルパンに反発していた(原作では、彼女のみシークレットセブンで唯一生存している)。なお、『ルパン三世 アルカトラズコネクション』にも同名の人物が登場し、売れないファッションモデルという設定が追加されており、こちらはルパンではなく五右衛門が惚れていた。
陳怪
「シークレット七人衆（セブン）」の一人で、他のマフィアにも所属している中華風の男。素早い身のこなしと暗器術を使う。No.165「チェンジングマシン」で頭を二度も撃ち抜かれるがNo.169「トレジャー･シップ」では復活していた。次元と五右衛門に始末される。『ルパン三世 PARTIII』第1話では名前(この時名前の読みが「ちんかい」であることが明らかになる)と外見が、『ルパン三世 アルカトラズコネクション』では拷問暗器使い・チャイニーズという設定が登場人物の黄(ホワン)にそれぞれ引き継がれている。
ハイエナ
「シークレット七人衆（セブン）」の一人。五右衛門に敗れる。『ルパン三世 アルカトラズコネクション』に登場する同名人物とは異なり、次元との因縁は無い。
なお、「シークレット七人衆（セブン）」の残りのメンバーは1カットのみの登場で、名前も台詞もないまま次元に片付けられて終わった。
スターモー・ママ
スターモーの母親。息子のスターモー警部の行動を全面的に支持している。No.164「スターモー・ママ」にのみ登場。
ミスター・ゴッド
ルパンやシークレットセブンよりも先に沈没船を引き上げた男。銭形警部・スターモー警部(およびシークレットセブン)を護衛に付けルパンの沈没船奪還を阻止しようとするが、ルパンの罠にかかりスターモー警部に射殺される。無類のプレイングカード好き。『ルパン三世 アルカトラズコネクション』では設定を一部流用したマフィアのドン、ルキノ・マルカーノが登場している。

## サブタイトル
- No.1 ルパン一家勢揃い
- No.2 Lonesomeルパン
- No.3 刑事メロン
- No.4 ロータ・猿宇の忠告
- No.5 囚人護送器
- No.6 奇女と怪女
- No.7 デス手術
- No.8 1人180役
- No.9 ユニオン・ママ
- No.10 女シンドバット
- No.11 スペシャル・テクニ家
- No.12 Who are You? -アンタダアレ?ー
- No.13 What's happened?
- No.14 ルパン死す???
- No.15 ホールド・アップ
- No.16 眼には眼を 歯には歯を!!
- No.17 God damn You!!この野郎め!!
- No.18 鉄トカゲ（前篇）
- No.19 鉄トカゲ（後篇）
- No.20 I can't stand It!! ヤリキレナイ!!
- No.21 怪鳥快調!?
- No.22 反逆回路
- No.23 ウエスタン次元
- No.24 ルパン調査会
- No.25 ♀の中に宝が見える（前篇）
- No.26 ♀の中に宝が見える（後篇）
- No.27 ルパン式飛び出す絵本
- No.28 五右ェ門無双
- No.29 死闘!!不二子対ルパン小僧
- No.30 切り札は一枚で充分
- No.31 グレイト・マウス
- No.32 盗怪道五十三次
- No.33 コン・ジャック
- No.34 上か…下か 左か…右か…??
- No.35 赤奇血汐（前篇）
- No.36 赤奇血汐（後篇）
- No.37 鬼出神没
- No.38 銭さん（秘）帖
- No.39 特盗
- No.40 予言合戦
- No.41 二心異体
- No.42 だんまり
- No.43 同時進行
- No.44 シュルルル…
- No.45 ちがう穴のムジナ
- No.46 ちがう穴の泥棒
- No.47 ウラ!?
- No.48 風のごと師
- No.49 不二子不死
- No.50 五右ェ門流し
- No.51 五右ェ門星
- No.52 ドキュメント狂
- No.53 実録ルパン
- No.54 怪人格
- No.55 お仮死屋サン
- No.56 命仮死ます!!
- No.57 狂剣
- No.58 嘘から出た火
- No.59 ジグソーパズル
- No.60 ルパン15世
- No.61 MILD5
- No.62 まき返し
- No.63 魔女ルカ
- No.64 尻尾人生（前篇）
- No.65 尻尾人生（後篇）
- No.66 さてお立ち合い
- No.67 行き着く先は…
- No.68 銭さんコチラ…!
- No.69 変装防止（前篇）
- No.70 変装防止（後篇）
- No.71 斬ラー
- No.72 次元出ずっぱり
- No.73 キャ!!デラックス
- No.74 天井天下
- No.75 Oh!Rats
- No.76 ルパンの子守唄
- No.77 天国雪
- No.78 ヒモ術
- No.79 血路
- No.80 穴路
- No.81 ルパン裁判
- No.82 三死がなくて……五に練習
- No.83 八苦がなくて十に成功
- No.84 ボディ・チェンジャ
- No.85 ボディ・スチール
- No.86 安全ベルト
- No.87 ルパン消法
- No.88 大王ゲーム
- No.89 限りなく冬眠近いルパン
- No.90 狂い悪人形
- No.91 地獄志願
- No.92 金車鉱炉
- No.93 ミュジッキィ
- No.94 龍
- No.95 石・いし・イシシシッ
- No.96 ガス丸薬
- No.97 スナイパア
- No.98 笛とギター
- No.99 ようこそ!!アダルトランドへ!!（特別読み切り）
- No.100 五右ェ門剣
- No.101 奇103号
- No.102 盗人サミット
- No.103 MR.松公
- No.104 モデル戦争
- No.105 吾はカミなり
- No.106 MINO虫
- No.107 滝下り
- No.108 ゲームは金なり
- No.109 訪問鬼
- No.110 ドレミファソラ死
- No.111 ロープフィーバー
- No.112 くず人間
- No.113 ウェッジ・イン
- No.114 黄金仕かけ
- No.115 HEY…!!
- No.116 術くらべ
- No.117 悪のり
- No.118 凶
- No.119 ジュン
- No.120 五右ェ門…!!剣ッ…!!
- No.121 凶人VS狂人
- No.122 デビルハンド
- No.123 殺し一色
- No.124 オールマイティー
- No.125 ルパンの賀正
- No.126 次元劇
- No.127 不二子狩り
- No.128 スターだすと
- No.129 奇妙キテレツ
- No.130 あぼこすコンビ
- No.131 マイクロロケット
- No.132 見えない糸
- No.133 ラショウ門
- No.134 すでに処刑
- No.135 一騎討ち
- No.136 攻守
- No.137 五右ェ門波
- No.138 ビックリBOX
- No.139 GAS
- No.140 イースト対ウェスト
- No.141 西か東か
- No.142 滝
- No.143 パワァアップ
- No.144 いかが…?こんな手口
- No.145 仇
- No.146 「123…7」
- No.147 シャードック
- No.148 シャードックショック
- No.149 ワトソン・ファイル
- No.150 ブック・マジック
- No.151 次元ばくだん
- No.152 五右ェ門牢
- No.153 パートナー十完
- No.154 不二子プリズナー
- No.155 十完フォッグ
- No.156 十完首
- No.157 十完完敗
- No.158 サァチャー
- No.159 0.0001%

「サンフランシスコ編」
- No.160フリスコ無宿
- No.161 シークレット・セブン
- No.162 奇眼Xレイ
- No.163 ケーブルカー・ジャック
- No.164 スターモー・ママ
- No.165 チェンジングマシン
- No.166 作戦L3号
- No.167 2ミニッツ
- No.168 スナッチング
- No.169 トレジャー・シップ

「ヤップランド編」
- No.170 ダブル・ボディ
- No.171 ヤップ・ドール
- No.172 ヤップ海底
- No.173 瞬間失神薬
- No.174 フェインター
- No.175 ヤップ・メイズ
- No.176 シンキング
- No.177 漂流記（1）
- No.178 漂流記（2）
- No.179 漂流記（3）完結編

「バッド・シティ編」
- No.180 高性能ルパン
- No.181 ソナタ刃短調
- No.182 NEW桃太郎さん
- No.183 解読合戦
- No.184 EXCESS
- No.185 したたかキッド
- No.186 不二子さがし
- No.187 鬼に金棒
- No.188 戌年・申月・酉日
- No.189 完結編 ENDLESS…
- 番外編 オレにもあったジャリ時代
- モンキー・パンチ密着コーナー（単行本書下ろし）

## 書誌情報
いずれも電子書籍化済み
1. ISBN 9784575721027
2. ISBN 9784575721034
3. ISBN 9784575721041
4. ISBN 9784575721195
5. ISBN 9784575721201
6. ISBN 9784575721218
7. ISBN 9784575721409
8. ISBN 9784575721416
9. ISBN 9784575721423
10. ISBN 9784575721577
11. ISBN 9784575721584
12. ISBN 9784575721591

## 未収録作品
- 木金金 ※未完 
順番ではNo.90「狂い悪人形」とNo.91「地獄志願」の間に位置する
- 一宿一殺 ※「ルパン・ザ・サード・ザ・ベスト 第4巻」に収録 この際に正式名称とされる。
順番ではサンフランシスコ篇最終話No.169「トレジャー・シップ」の次の話
- ガール・ナッパー ※「ルパン・ザ・サード・ザ・ベスト 第3巻」に収録
順番では一宿一殺の次の話
- オレはシャドー ※「ルパン・ザ・サード・ザ・ベスト 第1巻」に収録
順番ではヤップランド篇第一話No.170「ダブル・ボディ」の前、ガール・ナッパーの次の話